# СРНА
Журналістське агентство Республіки Сербської (серб. Новинска агенција Републике Српске) — інформаційне агентство в Республіці Сербській.

## Історія
Раніше було відомо як «Сербське журналістське агентство». СРНА було створено 7 квітня 1992 року в місті Пале.
За рішенням уряду Республіки , 27 березня 2008 року воно отримало назву «Журналістське агентство Республіки Сербської».
СРНА було засновано з необхідності інформування громадськості про події в Югославії, що передували початку війни в Сараєво. Агентство бере участь у всіх книжкових ярмарках Республіки Сербської, Сербії та інших країн регіону.
За перші чотири роки існування СРНА опублікувало 81 337 новин, 38 400 звітів, або 1900 годин програм та 9 600 фотографій. Працівники СРНА вже в 1996 році були кореспондентами у всіх містах Республіки Сербська та іноземних — в Клівленді, штат Нью-Йорк, Москва, Лондон, Париж, Женева, Берлін, Брюссель, Сідней, Відень, Стокгольм та ін. Кореспонденти з-за кордону під час війни працювали безкоштовно з бажанням допомогти Республіці Сербської.
Хронологія керування головних редакторів:
- Драган Гартович (1992—1993);
- Зеліко Гружич (1994—1998);
- Желіко Квіянович (1993);
- Мілан Ного (1998—2000);
- Мирослав Куртович (1993—1994);
- Дубравка Благоєвич (2009-).

## Сучасний стан
Штаб-квартира Агентства зараз знаходиться в Бієліні. Щодня загальне обслуговування агентства містить від 250 до 290 новин та інших публіцистичних форм. Агентство має бюро в Східному Сараєво, Баня-Луці та Белграді, а також кореспондентів майже у всіх муніципальних утвореннях Республіки Сербії і великих міст Сербії і Чорногорії та Гаазі.
СРНА є членом Асоціації балканських агентств — ABNA.

## Нагороди
Нагорода на Міжнародному книжковому ярмарку «Иницијал», отримана за книгу «Щоденник військового хірурга» (серб. Дневник ратног хирурга) доктора Міодрага Лазича. У роки війни він був добровольцем з Ніша, працював хірургом в госпіталі в сербській частині Сараєва, нині відомої як Східне Сараєво, рятуючи життя солдатам і цивільним.